# Мёчвиль
Мёчвиль (нем. Mötschwil) — бывшая коммуна в Швейцарии, в кантоне Берн. 
До 2009 года входила в состав округа Бургдорф, с 2010 года — в Эмменталь. С 1 января 2021 года вошла в состав коммуны Хиндельбанк.
Население составляет 124 человека (на 31 декабря 2006 года). Официальный код — 0416.